# Щетинин, Прокопий Дмитриевич
Прокопий Дмитриевич Щетинин (21.07.1908, Красноярский край — 19.01.1979) — сапёр сапёрного взвода 101-го гвардейского стрелкового полка 35-й гвардейской стрелковой дивизии, гвардии красноармеец — на момент представления к награждению орденом Славы 1-й степени.

## Биография
Родился июля 1908 года в посёлке прииска Митрофановский Северо-Енисейского района Красноярского края. Работал грузчиком в золотоприисковом управлении.
В Красной Армии и на фронте в Великую Отечественную войну с 1942 года. Воевал на Юго-Западном, 3-м Украинском и 1-м Белорусском фронтах. Участвовал в Сталинградской битве, наступлении на донбасском направлении, освобождении Украины, Польши, боях на территории Германии.
Сапёр сапёрного взвода 101-го гвардейского стрелкового полка гвардии красноармеец Щетинин при подготовке к форсированию реки Висла в районе города Магнушев изготавливал подручные средства переправы.
1 августа 1944 года осуществлял переправу через реку личного состава и техники. С последним стрелковым подразделением высадился на правый берег реки и участвовал в боях по удержанию и расширению плацдарма, уничтожил 12 солдат противника.
Приказом командира 35-й гвардейской стрелковой дивизии от 15 августа 1944 года за мужество, проявленное в боях с врагом, красноармеец Щетинин награждён орденом Славы 3-й степени.
14 января 1945 года при прорыве сильно укреплённой обороны противника в районе населённых пунктов Гловачув, Леженице Щетинин в числе первых под огнём противника проделал проход в минных полях и проволочных заграждениях противника для стрелковых подразделений штурмового отряда.
Приказом по 8-й гвардейской армии от 8 февраля 1945 года красноармеец Щетинин награждён орденом Славы 2-й степени.
17 апреля 1945 года в 5 километрах северо-западнее города Зелов под огнём противника Щетинин устроил два прохода в минных полях и проволочных заграждениях.
24 апреля 1945 года при форсировании канала Тельтов с группой сапёров под пулемётным и автоматным огнём противника разминировал мост через канал для наступающих подразделений полка и танков.
Указом Президиума Верховного Совета СССР от 15 мая 1946 года за мужество, отвагу и героизм красноармеец Щетинин Прокопий Дмитриевич награждён орденом Славы 1-й степени.
В октябре 1945 года демобилизован. Жил в городе Енисейск. Работал в енисейской конторе «Союззолото», на енисейской районной ветеринарной станции. В 1977 году Прокопию Дмитриевичу Щетинину было присвоено звание «Почетный гражданин города Енисейск».
Награждён орденами Славы 1-й, 2-й и 3-й степени, медалями.
Умер 19 января 1979 года. Похоронен на городском кладбище города Енисейск.